# Charlie Roellinghoff
Karl Gottlieb Josef Roellinghoff, bekannt als Charlie Roellinghoff, als Autor auch Charles Röllinghoff (* 11. August 1897 in München; † 17. August 1935 in Berlin), war ein deutscher Journalist, Schriftsteller sowie Kabarettist und Drehbuchautor.

## Leben
Karl Roellinghoff begann gleich nach dem Ersten Weltkrieg, in dem er an der Ostfront gedient hatte, als Autor zu arbeiten und war beim Ullstein Verlag als Redakteur der B.Z. am Mittag fest angestellt. Er schrieb humorige Geschichten, verfasste Texte für Kabaretts, z. B. Der Schlips im Kohlenkasten für Claire Waldoff, und trat dort auf, unter anderem als Kinoerklärer in dem Sketch Mr. Nobody – Ein Abend im Vorstadtkino. Das Gros seiner Publikationen widmete sich humoristischen Stoffen und trug Titel wie Die 1000 Witze, Fritzchen und die Anderen, Das lustige Versicherung-ABC, Aus der Luft gegriffen. 100 lustige Karikaturen mit Versen (mit Ernst Udet, 1928) und Lockenheini, seine letzte, in seinem Todesjahr 1935 in einem Leipziger Verlag veröffentlichte Arbeit. 
Er arbeitete auch als Übersetzter russischer Texte (Rossija: Rußlands Lyrik in Übertragungen und Nachdichtungen. Leipzig 1920).
Im Jahr 1927 kam der erste Filmkontakt zustande, indem er die Zwischentitel zu einem Stummfilm von Max Mack verfasste. Noch im selben Jahr begann Roellinghoff regelmäßig Filmdrehbücher zu verfassen. Auch in diesem Metier blieb er bevorzugt der leichten Muse verbunden und schrieb, zwischen einzelnen Manuskriptaufträgen, auch weiterhin Zwischentitel. Mit Beginn des Tonfilmzeitalters war er 1930 auch an der Neuverfilmung Alraune von Richard Oswald beteiligt und trat im selben Jahr als Kleindarsteller sowohl in dem Kriminalfilm Der Greifer mit Hans Albers als auch in dem Sängermelodram Die singende Stadt mit Jan Kiepura und Brigitte Helm vor die Kamera.
In seinen letzten Lebensjahren arbeitete Roellinghoff nur noch als Kurzfilmautor. Einige seiner literarischen Veröffentlichungen lieferten anderen Drehbuchautoren Vorlagen, darunter 1932 für Marion, das gehört sich nicht und den nach Roellinghoffs frühem Tod realisierten Propaganda- und Historiendrama Panzerkreuzer Sebastopol (Weiße Sklaven) aus dem Jahre 1937, das auf einem angeblichen Tatsachenbericht Roellinghoffs basierte.
Roellinghoff starb im Alter von 38 Jahren an einer Lungenkrankheit, an der er seit seiner russischen Kriegsgefangenschaft litt.

## Filmografie
als Drehbuchautor, wenn nicht anders angegeben
- 1927: Pique Dame
- 1927: Der fidele Bauer
- 1929: Sturm auf drei Herzen
- 1929: Des Haaren und der Liebe Wellen (Kurzfilm)
- 1929: Wer wird denn weinen, wenn man auseinandergeht (Zwischentexte)
- 1929: Die Kaviarprinzessin
- 1930: Der Greifer (als Schauspieler)
- 1930: Heute Nacht – eventuell
- 1930: Die singende Stadt (als Schauspieler)
- 1930: Alraune
- 1930: Kopfüber ins Glück
- 1930: Die vom Rummelplatz
- 1931: Der Herr Bürovorsteher
- 1931: Holzapfel weiß alles
- 1932: Mein Freund, der Millionär (als Texter der Schlager)
- 1932: Spuk im Maleratelier (Kurzfilm)
- 1933: Nordpol – Ahoi!
- 1933: Die Goldgrube (Kurzfilm)
- 1934: Dr. Bluff (Kurzfilm)
- 1934: Die bunte Platte (Kurzfilm)
- 1934: Herr oder Diener (Kurzfilm)
- 1934: Ein fideles Büro (Kurzfilm)